# Vicinity of Obscenity
Vicinity of Obscenity er en sang og promosingle fra System of a Down. Det er det 9. spor på albummet Hypnotize. Singlen inkludere også "Lonely Day."

## Spor
- "Vicinity of Obscenity"
- "Lonely Day"